# Carex hilairei
Carex hilairei är en halvgräsart som beskrevs av Francis M.B. Boott. Carex hilairei ingår i släktet starrar, och familjen halvgräs.

## Underarter
Arten delas in i följande underarter:
- C. h. glazioviana
- C. h. hilairei